# Свистовка (Воронежская область)
Свистовка — хутор в Каменском районе Воронежской области России.
Входит в состав Дегтяренского сельского поселения

## Население
| 1859 | 1897 | 2010 |
| ---- | ---- | ---- |
| 372  | ↗645 | ↘148 |

## Улицы
На хуторе имеются две улицы: Садовая и Солнечная.